# 김봉문
김봉문(金奉文, 1866년 ~ 1929년)은 조선 시대의 판소리 명창이다. 충청남도 서산에서 태어났다. 박기홍으로부터 판소리를 배워 동편제 소리로 이름을 날렸다. 《흥보가》를 잘하였으며, 특히 흥보가 박타는 대목을 잘하였다.